# Єленево
Єленево (пол. Jeleniewo) — село в Польщі, у гміні Єленево Сувальського повіту Підляського воєводства.
Населення — 641 особа (2011).
У 1975-1998 роках село належало до Сувальського воєводства.

## Демографія
Демографічна структура станом на 31 березня 2011 року:
|          | Загалом | Допрацездатний вік | Працездатний вік | Постпрацездатний вік |
| -------- | ------- | ------------------ | ---------------- | -------------------- |
| Чоловіки | 325     | 98                 | 203              | 24                   |
| Жінки    | 316     | 67                 | 196              | 53                   |
| Разом    | 641     | 165                | 399              | 77                   |